# سای خرس بزرگ
سای خرس بزرگ یک ستاره است که در صورت فلکی خرس بزرگ قرار دارد.